# Antoni Domingo Pons
Antoni Lluís Domingo Pons (Alcudia, Islas Baleares, 1961) es un arquitecto español.
Estudió arquitectura en la Universidad Politécnica de Barcelona donde conoció a su esposa, la arquitecta Gloria Druguet Tantinya. Es padre de dos hijos.
Como documentalista e investigador, ha ayudado a crear el programa VIA FUERA de Alcudia.
Desde siempre, participa en los cursos anuales de arqueología del ayuntamiento de Alcudia y en el ciclo de Estudios Locales de Alcudia.
Fue uno de los precursores del encuentro del puente del siglo XVIII cerca de la Puerta Roja, de la muralla medieval.

## Conferencias
- La Arqueología de la Arquitectura. El caso de Alcudia en la Universidad de las Islas Baleares. Por el III Seminario de Estudios Históricos. (septiembre de 2007)

## Obras
- La conquista y repoblación de Mallorca y el MoianèsDomingo & Druguet. (1997) por la Revista de Estudios del Moyanés, Modilianum.
- Ca'n CastilloCuadernos de Historia Local N º 5. Domingo & Druguet (1998) Gall Editor
- Violencia contra las mujeres en la Pollensa los siglos XVI y XVII. Gloria Druget. Presentado en el XV Curso de Historia de Pollensa, por el ayuntamiento de Pollensa. (2008)